# Rolls-Royce Boat Tail
Rolls-Royce Boat Tail – samochód osobowy klasy ultraluksusowej typu one-off wyprodukowany pod brytyjską marką Rolls-Royce w 2021 roku.

## Historia i opis modelu

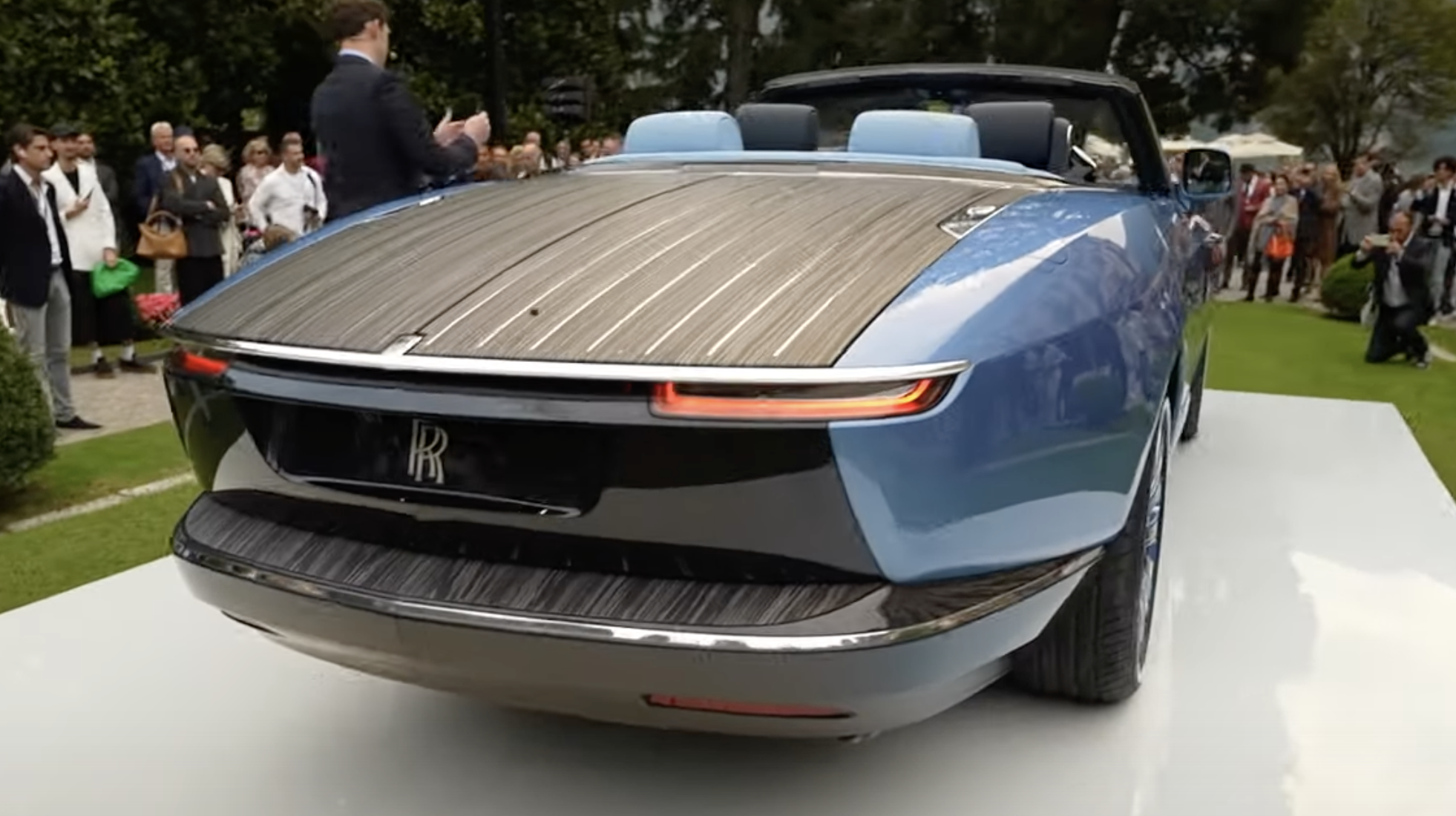
Rolls-Royce Boat Tail - tył

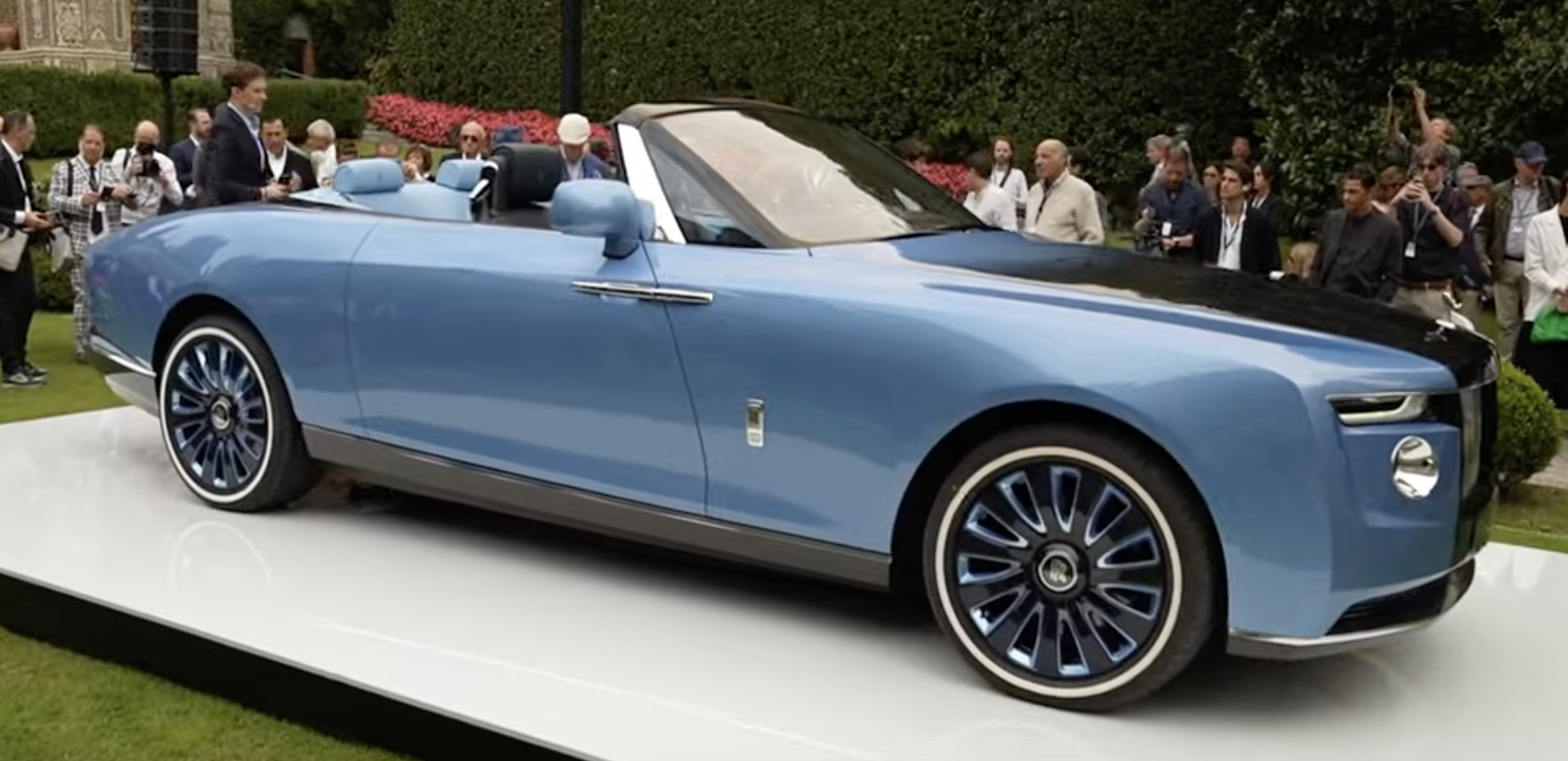
Rolls-Royce Boat Tail - sylwetka

Pod koniec maja 2021 roku Rolls-Royce przedstawił trzeci w swoich nowożytnych dziejach, po Hyperionie i Sweptailu, limitowany model stworzony na specjalne zamówienie. Ultraluksusowy kabriolet Boat Rail nawiązuje w ten sposób do przedwojennej tradycji budowania samochodów typu tzw. Haute couture. Boat Tail powstał po czteroletnim procesie konstrukcyjnym w oparciu o płytę podłogową oraz podzespoły techniczne sztandarowej limuzyny Phantom, zyskując jednocześnie zupełnie nowy projekt nadwozia. Na potrzeby tej konstrukcji stworzone zostało 1813 nowych komponentów.
Pojazd zyskał charakterystyczne, dwubarwne malowanie nadwozia, bardziej agresywnie stylizowane reflektory, a także smukłe zakończenie linii nadwozia z cechami wizualnymi nawiązującymi do jachtów oraz klasycznych konstrukcji Rolls-Royce'a z lat 30. XX wieku. Karoserię pokryto wstawkami z drewna oraz stali nierdzewnej, z kolei do kabiny pasażerskiej dołączono zestaw do pikniku: parasol słoneczny, stoliki koktajlowe, stołki, sztućce i talerze.
Do układu napędowego Rolls-Royce'a Boat Taila wykorzystano stosowaną w innych konstrukcjach jednostkę V12 o pojemności 6,75 litra i mocy 563 KM.

### Sprzedaż
Rolls-Royce Boat Tail to samochód ściśle limitowany, który powstał na specjalne zamówienie. Producent przewidział skonstruowanie trzech egzemplarzy, z czego w momencie debiutu na etapie produkcji był pierwszy z nich przeznaczony do tego celu. Cena za każdy z nich została ustalona na 28 milionów dolarów, równowartość w momencie debiutu ok. 108 milionów złotych.

### Silnik
- V12 6.75l 563 KM